# Pittosporum naruaiao
Pittosporum naruaiao är en tvåhjärtbladig växtart som beskrevs av André Guillaumin. Pittosporum naruaiao ingår i släktet Pittosporum och familjen Pittosporaceae. Inga underarter finns listade.